# NGC 7515
NGC 7515 (również PGC 70699 lub UGC 12418) – galaktyka spiralna (Sc), znajdująca się w gwiazdozbiorze Pegaza. Odkrył ją William Herschel 19 października 1784 roku.